# Raymond Devos

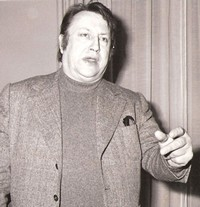
Devos als anys 80.

Raymond Devos (Mouscron, Bèlgica, el 9 de novembre 1922 − Saint-Rémy-lès-Chevreuse, 15 de juny de 2006) fou un artista, actor, mim i humorista francès. Fou molt popular a França pels seus jocs de mots i el seu sentit de l'absurd («Si no teniu res a dir, doncs, en parlem, en discutim!»), i acompanyat del seu pianista Hervé Guido va fer diversos espectacles que barrejaven bromes, mim, música i pallassades.